# AGM-84 Harpoon
AGM/RGM/UGM-84 Harpoon je označení rodiny podzvukové protilodní střely, použitelné za každého počasí, kterou původně vyvinula firma McDonnell Douglas a v současnosti ji prodává společnost Boeing Integrated Defense Systems po sloučení obou společností. Střely ve verzi pro válečné lodě byly do služby zavedeny v roce 1977, letecké střely v roce 1979. Jedná se o v současnosti nejrozšířenější typ západních protilodních střel. Do roku 2013 bylo dodáno cca 7300 střel všech verzí. Kromě námořnictva a letectva Spojených států amerických ji používá řada zahraničních uživatelů. Jako náhrada střely je agenturou DARPA vyvíjen nový typ LRASM (Long Range Anti-Ship Missile).
Střelu je možné odpalovat z letadel (AGM-84), hladinových lodí (RGM-84), ponorek (UGM-84) a také z pozemních baterií. Střela používá pro vypuštění ze země, nebo lodi urychlovací stupeň. Při vypuštění z ponorky je střela vypuštěna ve vodotěsném pouzdru z torpédometu a toto pouzdro opustí až na hladině. Pro vypuštění z letadla nepotřebuje střela urychlovací stupeň.
Střela AGM-84 Harpoon byla také později využita jako základ nové protizemní verze střely AGM/RGM/UGM-84G SLAM (Standoff Land Attack Missile).

## Vývoj

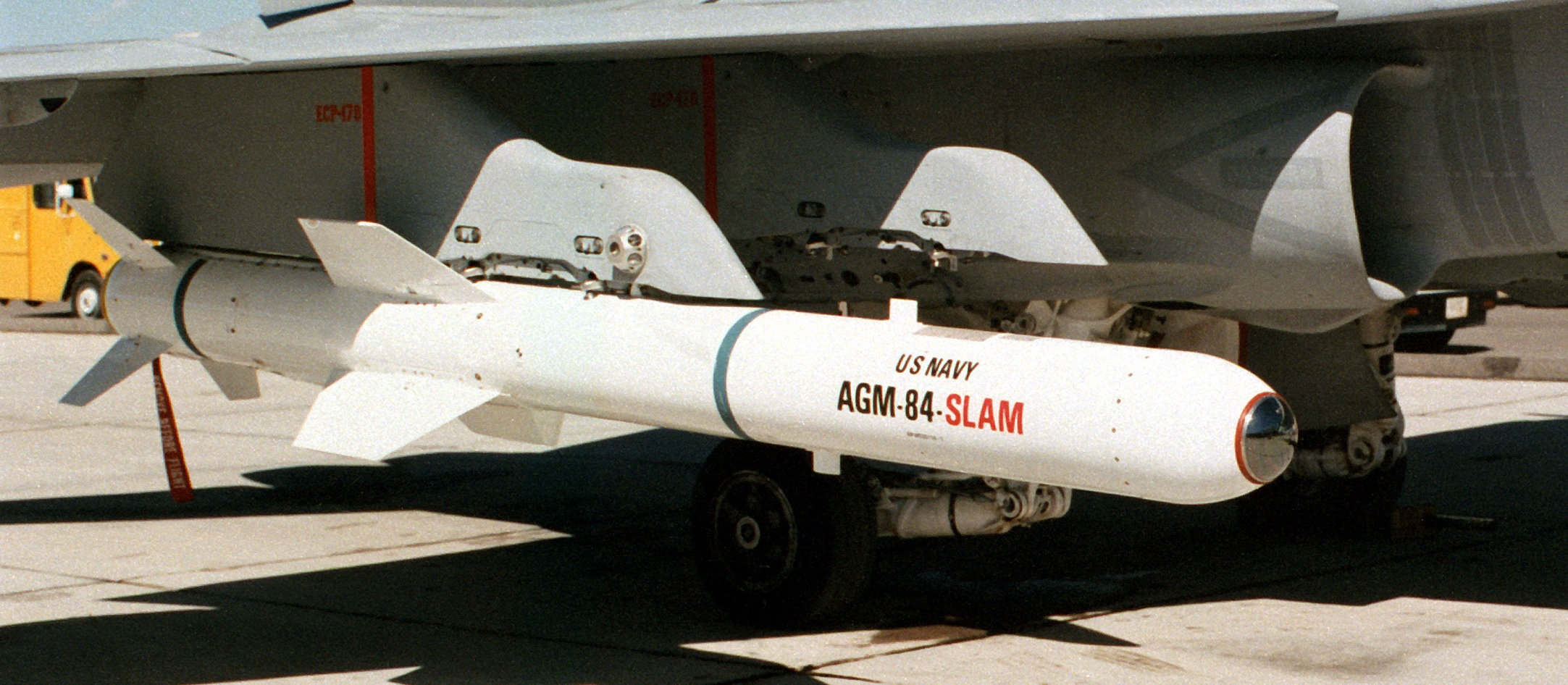
AGM-84 SLAM pod křídlem letounu F/A-18C Hornet

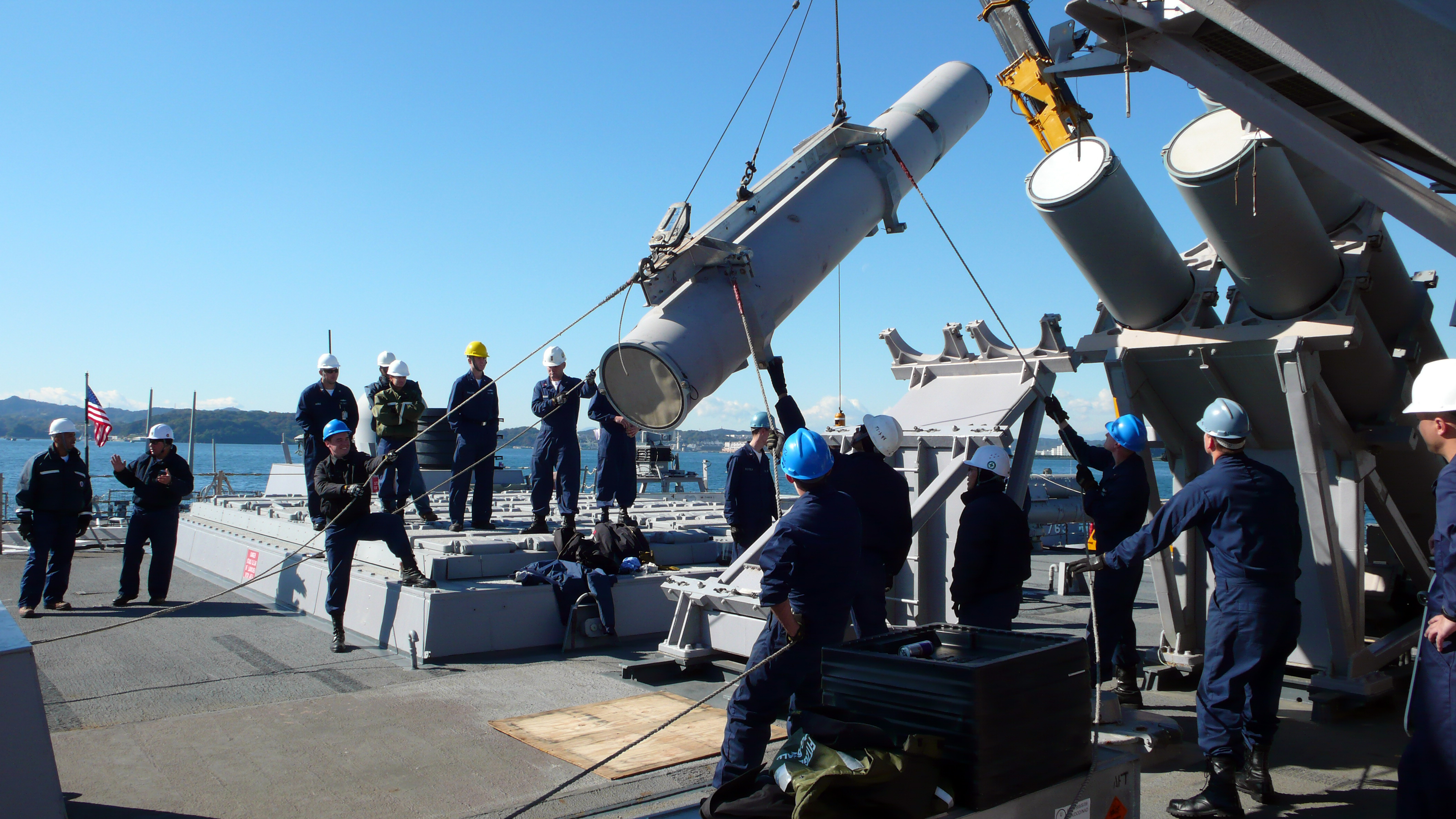
Vypouštěcí kontejner typu Mk 141

Vývoj těchto střel byl původně zahájen za účelem získat protilodní střelu sloužící hlídkovým letadlům P-3 Orion k napadání sovětských ponorek. Později byly specifikace rozšířeny a žádána byla univerzální zbraň použitelná z různých platforem. První střely byly do operační služby zavedeny roku 1977. Americké námořnictvo stále ještě používá střely Harpoon první generace Block I. Ty prochází přitom neustálou modernizací spočívající především ve zdokonalování naváděcích hlavic, zlepšení schopnosti pronikání obranou protivníka a rozšíření spektra cílů. Protože druhá generace střel Block II je vyráběna pouze pro export, americké námořnictvo roku 2008 objednalo kontrakt na vývoj a výrobu modernizačního balíčku umožňujících upgrade dosavadních střel na verzi Block III. Celkem se plánovala modernizace 800 střel. Už v roce následujícím ale byl modernizační program zrušen. Zastaralost amerických protilodních střel způsobuje omezení operačních schopností námořnictva, které nyní hledá za střelu vhodnou náhradu.
Zatím není jasné, který typ střely Harpoon ve službě nahradí. Nabízí se například nové střely LRASM vyvíjené agenturou DARPA, střely Raytheon JSOW-ER, norské střely Kongsberg Naval Strike Missile, či modernizovaná verze protizemní střely AGM-84K SLAM-ER.

## Služba
Protilodní střely Harpoon jsou součástí dodávek na podporu Ukrajiny bojující od února 2022 proti ruské invazi. V květnu 2022 Dánsko poskytlo pobřežní baterie se střelami RGM-84L Harpoon Block II. Dne 17. června 2022 ukrajinské ozbrojené síly nárokovaly potopení ruského záchranného remorkéru Projektu 22870 Vasilij Bech (SB-739), plujícího se zásobami na Hadí ostrov. Plavidlo údajně zasáhly dvě střely Harpoon. V červnu 2022 americké ministerstvo obrany zveřejnilo plán poskytnout Ukrajině dvě pobřežní baterie střel Harpoon.

## Varianty
- Harpoon Block I (AGM/RGM/UGM-84A)

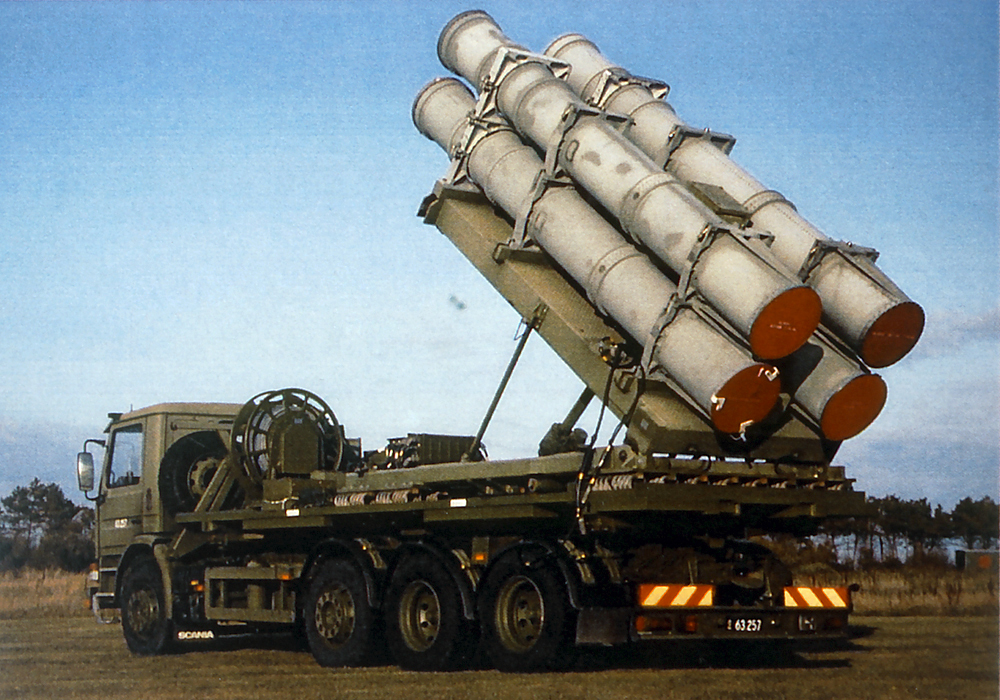
Dánské střely Harpoon umístěné na nákladním automobilu

- Harpoon Block 1B (AGM/RGM/UGM-84C)
- Harpoon Block 1C (AGM/RGM/UGM-84D) – zavedeny roku 1985, dolet 185 km.[2]
- Harpoon Block 1D(RGM/AGM-84F)
- Harpoon Block 1J (AGM/RGM/UGM-84J) – možnost útoku i na pozemní cíle
- Harpoon Block II – druhá generace střel vyráběná pouze na export. Vybavení navigačního systému střely terminálem GPS umožňuje napadání pozemních cílů.[2]
- Harpoon Block III – vývoj zrušen. Střely měly být odpalovány z vertikálních vypouštěcích sil Mk 41 a být vybaveny oboustranným datalinkem umožňujícím změnu volby cíle během letu.[2]